# N24 (Burkina Faso)
Die N24 ist eine Fernstraße in Burkina Faso, die in Dori von der N3 in südöstlicher Richtung nach Sebba abzweigt. Ihre Länge beträgt etwa 100 Kilometer.